# Delle Kriese

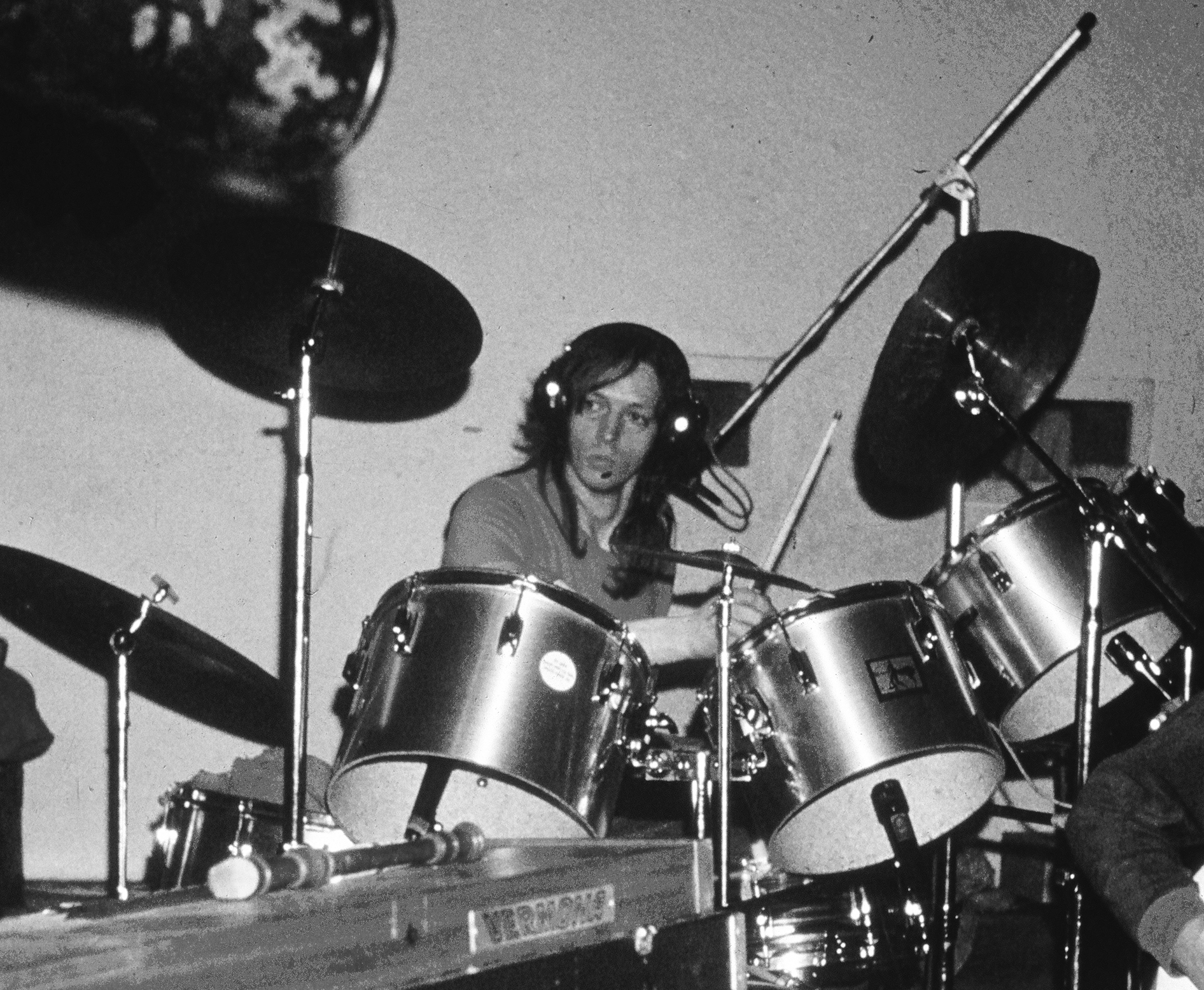
Delle Kriese bei einem Auftritt mit Cäsars Rockband in der Rostocker Mensa Bierstube. 8. März 1985

Delle Kriese (* 10. November 1958 in Altenburg als Detlef Kriese) ist ein deutscher Rockmusiker und Buchautor. Er ist bekannt als langjähriger Schlagzeuger von Renft. Darüber hinaus spielte er in verschiedenen anderen Bands.

## Leben
Kriese fing 1973 an Schlagzeug zu spielen und musizierte da in der Coverband Fundament. Im Jahre 1977 begann er ein Studium des Marxismus-Leninismus in Leipzig, das er 1982 als Diplomhistoriker und Hochschullehrer abschloss. Seine Passion für Musik überwog, so dass Kriese Berufsmusiker wurde und 1982 bei der Band Passion einstieg.
Nach der Auflösung von Passion spielte er mit zwei anderen Musikern der Band in den Jahren 1984–86 in Cäsars Rockband, der Band des ehemaligen Renft-Gitarristen und Frontmanns Peter „Cäsar“ Gläser.
Im Anschluss arbeitete er 1986/87 bei der Jonathan Blues Band, wo die erfolgreiche Platte Überdruck eingespielt wurde.
In den Jahren 1987 bis 1993 arbeitete er mit verschiedenen Musikern, u. a. Tino Eisbrenner, Lutz Kerschowski, Gerhard Gundermann, Rio Reiser, Tino Standhaft, und B.J. Gordon.
Von 1994 bis 2020 war Kriese Schlagzeuger bei der legendären Klaus Renft Combo. In diesen 25 Jahren trat die Gruppe in verschiedenen Formationen auf. Er war so etwas wie eine Konstante in dem ständigen Auf und Ab der Jahre. Zwei Studio- und zwei Livealben sprangen dabei heraus. Auf Abschied und Weitergehen ist er auch als Sänger von Tropfen auf den heissen Stein zu hören.
Während seiner Renft-Zeit spielte Kriese auch in anderen Projekten, z. B. mit Thomas Putensen oder bei Polkaholix. Mit Polkaholix entstand auch eine CD.
Im Jahre 1998 veröffentlichte Kriese das Buch Nach der Schlacht. Die Renft-Story. In kurzen Interviews erzählen die Bandmitglieder ihre Geschichte. Im Jahre 2012 gibt es den Nachfolger Nach der Schlacht II als E-Buch. Letzteres wurde 2017 auch als Hörbuch veröffentlicht.
In jüngster Zeit trommelt Kriese in verschiedenen Projekten, u. a. bei Ost-Rock meets Quaster & Friends.
Seit 2020 stellt er auf dem YouTube-Kanal Die wundervolle Welt der Musik bekannte und weniger bekannte Rockmusik aus der DDR vor und erzählt dabei Geschichten aus dem DDR-Rockerleben.
Im Bundestagswahlkampf 2025 unterstützte er das Bündnis Sahra Wagenknecht.

## Diskografie
- Jonathan Blues Band: Überdruck (Amiga, 1987)
- Renft: live in concert (Buschfunk, 1996)
- Peter Cäsar Gläser: Gläserklirren (Loewenzahn/R.U.M. records, 1996)
- Klaus Renft Combo: Als ob nichts gewesen wär (Amiga/BMG, 1999)
- Polkaholix: Denkste! (Loewenzahn/HeiDeck, 2002)
- Klaus Renft Combo: Abschied und Weitergehn (Marktkram, 2007)
- Renft: Goes on – Live 2010 (Marktkram, 2010)
- Nach der Schlacht II. Hörbuch (Marktkram, 2017)

## Bücher
- Nach der Schlacht. Die Renft-Story – von der Band selbst erzählt. Aufgeschrieben von Delle Kriese. Schwarzkopf & Schwarzkopf, Berlin 1998, ISBN 3-89602-170-2.
- Nach der Schlacht II. Kindl Edition, NADV, 2012.